# Heinrich Chantraine
Heinrich Chantraine (* 10. Februar 1929 in Betzdorf; † 9. Dezember 2002 in Mossautal) war ein deutscher Althistoriker und Numismatiker.
Heinrich Chantraine studierte nach seinem Abitur 1948 in Betzdorf Geschichte und Klassische Philologie an der Universität Mainz. 1955 wurde er bei Hans Ulrich Instinsky in Mainz mit Untersuchungen zur römischen Geschichte am Ende des 2. Jahrhunderts v. Chr. promoviert. Chantraine arbeitete von 1957 bis 1958 am von Konrad Kraft geleiteten Projekt „Fundmünzen der römischen Zeit in Deutschland“ mit (der von ihm bearbeitete Band über die Fundmünzen in der Pfalz erschien 1965) und war anschließend Assistent an der Universität Mainz, wo er sich 1965 mit einer Schrift über Freigelassene und Sklaven im Dienst der römischen Kaiser habilitierte. 1967 wurde Heinrich Chantraine auf den Lehrstuhl für Alte Geschichte an die Universität Mannheim berufen. Er war Dekan und Prodekan, von 1970 bis 1973 Prorektor und von 1986 bis 1988 Rektor der Universität Mannheim. 1995 wurde er emeritiert.
Forschungsschwerpunkte Chantraines waren die Spätantike, römische Sozialgeschichte und Hilfswissenschaften, vor allem Numismatik und Metrologie. Er hat zahlreiche wissenschaftliche Arbeiten publiziert. Er war ab 1988 korrespondierendes Mitglied der Mainzer Akademie der Wissenschaften, zudem langjähriges Mitglied des Stiftungsrats der Ekkehardstiftung.

## Schriften (Auswahl)
- Untersuchungen zur römischen Geschichte am Ende des 2. Jahrhunderts v. Chr. Lassleben, Kallmünz/Opf. 1959.
- Die Fundmünzen der römischen Zeit in Deutschland. Abteilung IV: Rheinland-Pfalz. Band 2: Pfalz. Verlag Gebr. Mann, Berlin 1965, ISBN 3-7861-1013-1.
- Freigelassene und Sklaven im Dienst der römischen Kaiser. Studien zu ihrer Nomenklatur (= Forschungen zur antiken Sklaverei. Band 1). Franz Steiner, Wiesbaden 1967.
- Novaesium VIII: Die antiken Fundmünzen von Neuss. Gesamtkatalog der Ausgrabungen 1955–1978 (= Limesforschungen. Band 20). Mann, Berlin 1982, ISBN 3-7861-1232-0.
- Die Nachfolgeordnung Constantins des Großen (= Abhandlungen der Geistes- und Sozialwissenschaftlichen Klasse der Akademie der Wissenschaften und der Literatur Mainz. Jahrgang 1992, Nummer 7). Franz Steiner, Stuttgart 1992, ISBN 3-515-06193-2.